# Парадокс Д’Аламбера
Парадокс Д’Аламбера (парадокс Д’Аламбера — Эйлера) — утверждение в гидродинамике идеальной жидкости, согласно которому при стационарном (не обязательно потенциальном и безотрывном) обтекании твёрдого тела безграничным поступательным прямолинейным потоком невязкой жидкости, при условии выравнивания параметров далеко впереди и позади тела, сила сопротивления равна нулю.

## Варианты названия парадокса
Наряду с названием парадокс Д’Аламбера в научной литературе встречаются названия парадокс Д’Аламбера — Эйлера, парадокс Эйлера — Д’Аламбера и парадокс Эйлера.

## Историческая справка
Зоммерфельд со ссылкой на Озеена упоминает Спинозу как раннего исследователя парадокса. По-видимому, речь идёт о работе «Основы философии Декарта, доказанные геометрическим способом», в которой Спиноза анализирует условия, при которых «тело, например наша рука, могла двигаться по любому направлению с равным движением, нисколько не противодействуя другим телам и не встречая противодействия со стороны других тел». В частном случае обтекания тела, симметричного относительно поперечной плоскости, внутри канала обращение сопротивления в нуль было обнаружено Д’Аламбером в 1744 году. В общем виде (для тела произвольной формы) обращение силы сопротивления в нуль было установлено Эйлером в 1745 году. Термин «парадокс» для характеристики обращения сопротивления в нуль был впервые использован Д’Аламбером в 1768 году.

## Различные варианты парадокса Д’Аламбера
В силу принципа относительности Галилея можно говорить и о парадоксе Д’Аламбера в случае поступательного прямолинейного движения тела с постоянной скоростью в безграничном объёме идеальной жидкости, который покоится на бесконечности.
Кроме этого, парадокс Д’Аламбера справедлив при обтекании тела потоком, заключённым в бесконечный цилиндрический канал.

## Особенности формулировки парадокса Д’Аламбера
Важно отметить, что в формулировке парадокса говорится только об отсутствии составляющей силы, действующей на тело, которая параллельна потоку на бесконечности (об отсутствии силы сопротивления). Составляющая силы, которая перпендикулярна потоку (подъёмная сила), может быть отлична от нуля даже при выполнении всех условий парадокса (так, например, обстоит дело для двумерных задач: подъёмная сила вычисляется по известной формуле Жуковского).
Обратим внимание на то, что момент сил, действующих на тело со стороны потока, может быть, вообще говоря, отличен от нуля. Так, при безотрывном обтекании наклонённой к потоку пластинки даже при нулевой циркуляции скорости (и, следовательно, при нулевой подъёмной силе) возникает момент сил, стремящийся повернуть пластинку поперёк потока.
При наличии объёмных сил (например, силы тяжести) со стороны жидкости на тело может действовать сила Архимеда, однако её нельзя считать составляющей силы сопротивления, ибо она не обращается в нуль в покоящейся жидкости.

## Случаи нарушения парадокса Д’Аламбера
Как это хорошо известно, при обтекании тела реальным потоком жидкости всегда имеется ненулевая сила сопротивления, наличие которой объясняется нарушением тех или иных условий, входящих в формулировку парадокса Д’Аламбера. В частности,
- если жидкость не является идеальной (обладает конечной вязкостью), может возникать сила сопротивления, прямо или косвенно связанная с действием вязкого трения;
- если движение тела в жидкости не является стационарным, то даже в модели невязкой жидкости возникает сила сопротивления инерционной природы, связанная с тем, что при движении тела с переменной скоростью кинетическая энергия окружающей жидкости меняется со временем;
- если течение не является непрерывным (например, в потоке имеются поверхности разрыва), то параметры потока далеко впереди и позади тела могут не совпадать, что приводит к ненулевому сопротивлению. Примерами служат
  - тело в плоском потоке, порождающее за собой цепочку сосредоточенных вихрей (модель вихревой дорожки Кармана);
  - крыло конечного размаха, с которого сходит уходящая в бесконечность поверхность разрыва касательной составляющей скорости (т. н. вихревая пелена); связанное с этим явлением сопротивление называют индуктивным;
  - образование ударных волн при сверхзвуковом обтекании тела газовым потоком;
- если жидкость не занимает всё пространство вокруг тела, то парадокс Д’Аламбера также может нарушаться. Типичными примерами являются
  - образование за телом уходящей в бесконечность полости, заполненной покоящейся жидкостью (схема струйных течений Кирхгофа — Гельмгольца, моделирующая кавитационную полость);
  - образование волн на поверхности жидкости (гравитационные волны на воде), на создание которых требуются затраты энергии, что приводит к возникновению волнового сопротивления; аналогичную природу имеет сопротивление за счёт возникновения внутренних волн при движении тела в стратифицированной жидкости (скажем, на границе двух слоёв жидкости с разной плотностью);
- если параметры потока далеко впереди и позади тела не выравниваются, то сила сопротивления также может быть отлична от нуля. В частности, так обстоит дело при подводе тепловой энергии к потоку или при образовании за телом области («следа»), параметры в которой отличны от параметров в основном потоке на бесконечности.

## Экспериментальные результаты
Если создать условия, в которых обтекание тела будет достаточно близко к условиям в формулировке парадокса Д'Аламбера, например придать телу обтекаемую (каплеобразную или эллипсоидальную) форму, то возможно добиться существенного — в десятки и сотни раз — снижения сопротивления по сравнению с плохообтекаемыми (например, в форме куба) телами с тем же миделевым сечением. Сказанное относится к течениям при больших числах Рейнольдса; в противоположном случае малых чисел Рейнольдса (так называемых ползущих течений) сопротивление вытянутых каплеобразных тел, имеющих большу́ю площадь поверхности, может быть, наоборот, больше сопротивления «плохообтекаемых» тел.
При движении частиц в твёрдых телах известен эффект «сверхглубокого проникания». Одно из объяснений этого эффекта качественно аналогично парадоксу Д'Аламбера: снижение сопротивления достигается за счёт того, что при некоторых условиях воздействие частицы на окружающую её среду снижено (канал, образовавшийся за частицей, схлопывается, причём существенные пластические деформации имеются только в тонком следе за частицей).